# Les mots d'amour n'ont pas de dimanche
"Les mots d'amour n'ont pas de dimanche" (tradução portuguesa: "As palavras de amor não têm domingo) foi a canção escolhida para representar a França no Festival Eurovisão da Canção 1987, interpretada em francês por Christine Minier.
A canção francesa foi a 15ª a ser interpretada na noite do festival, a seguir à canção britânica Only the Light, interpretada por Rikki e antes da canção alemã Laß Die Sonne In Dein Herz, interpretada pela banda Wind, A canção francesa terminou em 14º lugar, recebendo 44 votos.

## Autores
- letrista: Marc Minier;
- compositor: Gerard Curci;
- orquestrador: Jean-Claude Petit

## Letra
A canção é uma balada, com Minier cantando sobre uma rapariguinha que explica que "as palavras de amor não têm domingo" - através do qual ela quer dizer que não há meio de as controlas.